# Saint-Jean-Bonnefonds
Saint-Jean-Bonnefonds este o comună în departamentul Loire din sud-estul Franței. În 2009 avea o populație de 6.272 de locuitori.

## Evoluția populației
| An        | 1975  | 1982  | 1990  | 1999  | 2006  | 2009  |
| --------- | ----- | ----- | ----- | ----- | ----- | ----- |
| Populație | 4.943 | 6.285 | 6.412 | 6.089 | 5.886 | 6.272 |